# Base Aérea de León
La Base Aérea de León (IATA: LEN, OACI: LELN), antes llamada Aeródromo Militar de León, es una base militar del Ejército del Aire y del Espacio situada en La Virgen del Camino, a 6 km al oeste de León (España). Esta junto y compartiendo pista con el aeropuerto de León. Forma parte de sus instalaciones la Academia Básica del Aire y del Espacio, la Escuadrilla de Transmisiones n.º 8 y, entre 2006 y 2018 fue sede del Establecimiento Disciplinario Militar Norte. 

## Misión

Bases Aéreas del Ejército del Aire de España.

La principal misión del aeródromo es proporcionar apoyo logístico y seguridad a las Unidades Aéreas de las Fuerzas Armadas que se desplieguen en él.

## Historia

### El nacimiento del aeródromo
Con la publicación del Real Decreto publicado en la Gaceta de Madrid el 18 de marzo de 1920 a propuesta del ministro de Guerra José Villalba, se instruye la organización de cuatro zonas para la aeronáutica militar española, con la categoría de bases aéreas: Base Aérea de Getafe y Base Aérea de Zaragoza, el aeródromo de Tablada y el aeródromo de León. El proyecto lo realiza el capitán Rafael Ros Müller (1890-1974) que también participa en la construcción del aeropuerto de la Base Aérea de Tablada en Sevilla. Un año después, comenzaron las obras, que quedaron terminadas a finales de 1923. En octubre de ese mismo año se incorporaron 30 aviones de la escuadra número 3, aunque esto no se realizó en una única operación, sino que el despliegue de los mismos se sucedió en el tiempo. En 1924, se autoriza la realización de obras de acondicionamiento del aeródromo para servir como escala en las líneas aéreas que enlazan Madrid y Asturias.
El 28 de octubre de 1928, el periódico La Correspondencia Militar resumía las obras de la nueva base aérea. Con un coste de más de tres millones de pesetas, el terreno fue regalado por el ayuntamiento leonés. Hay una ermita de la Virgen del Camino a poca distancia, por ello el aeródromo recibió el mismo nombre. Los talleres y cobertizos podían acoger hasta una cincuentena de aeronaves, y se construyeron unos pabellones de tropa con capacidad para 600 soldados. La pista de aterrizaje mide una extensión de cerca de un kilómetro cuadrado y, por la humedad del clima local, se instalaron tubos de drenaje en la zona de aterrizaje. Junto a la pista en hilera se han construido tres cobertizos para hasta 36 aeronaves, además en un extremo de los cobertizos un taller de 12 por 55 metros y un cobertizo para una cincuentena de vehículos. Además de otras pequeñas edificaciones como un edificio para doce oficiales, aseos, una pequeña enfermería, etc así hasta 26 edificaciones.
El mismo día 28 de octubre, en uno de los traslados de aviones De Havilland Airco DH.9A, tuvo lugar el primer accidente con fallecido. Aunque no estaban destinados en León, pero si podemos relacionarlo con esta unidad, ocurrió el mismo en el pueblo de Alaejos, cerca de Medina del Campo, tras una toma de emergencia por un mal funcionamiento del motor, ocurrida dos días antes. Ese 28, una vez arreglado el avión, despegaron el teniente piloto Mariano Armijo y Fernández de Alarcón, y el suboficial mecánico, Tomás González Martín, aunque apenas iniciado el vuelo, tropezaron con un poste de la línea de conducción eléctrica de Pesqueruela, que tiene una tensión eléctrica de 20 000 V (voltios). A resultas del mismo el aparato perdió su estabilidad y fue a caer al cementerio del pueblo. A consecuencia del golpe resultó con heridas muy graves el teniente Armijo, y con heridas de importancia el suboficial. El aparato quedó completamente destrozado. Con posterioridad y debido a las gravísimas heridas falleció el Teniente Armijo.
El 27 de abril de 1929, se inaugura oficialmente y empieza a prestar servicios de navegación aérea comercial. El aeródromo dispone de una señal en el centro del campo y una manga de viento como ayudas a la navegación. Cuatro hangares para alojamiento, reparación de aeronaves y servicios de gasolina, aceite, agua y teléfono. Acoge al Grupo 21 de Reconocimiento y Bombardeo de la escuadra de Breguet XIX número 1 del Parque Regional del Noroeste, además de otros modelos.
En uno de estos aviones, remanentes de los que en un principio dotaron a la Unidad, el 26 de septiembre de 1929, un De Havilland Airco DH.9A, también, con número DH.77, y realizando una de las prácticas de vuelo habituales, despegó a la 10 de la mañana pilotado por el capitán D. Ramiro Molina Sol, de veintiocho años, soltero, natural de Córdoba, y el observador D. Ramón Grau Inurrigarro, teniente, de veintiún años, soltero y natural de Santander. Ambos resultaron con heridas de pronóstico muy grave el primero, y grave el teniente Grau. Debido a la gravedad de las heridas, a última hora de la tarde fallecería el capitán Ramiro Molina. Puede considerarse este hecho como el "Bautismo de Sangre" de esta Unidad.
Adquiere importancia durante la Revolución de 1934 y aún más en la guerra civil española, siendo Cuartel General de la aviación alemana Legión Cóndor. En ese tiempo, poseía instalaciones de radio, telefonía, un radiogoniómetro y balizamiento nocturno.

### La Academia de Aviación y la Escuela de Especialistas
En septiembre de 1939 se establece la Academia del Arma de Aviación en este Aeródromo. Diez años más tarde la Academia es trasladada a San Javier (Región de Murcia) como su actual nombre: Academia General del Aire.
Aprovechando los talleres existentes y los construidos durante la estancia de la Legión Cóndor, los cuales, además, dieron cobertura logística a los aviones del bando sublevado", se crea una Maestranza Aérea de Aviación y junto a esta, en 1939, la Escuela de Aprendices. Llegó a contar con 1800 trabajadores.
En septiembre de 1950, se traslada de Málaga al aeródromo la Escuela de Especialistas del Aire con los cursos de Mecánico de Mantenimiento de Avión y de Armeros Artificieros.
En 1955, la Maestranza se traslada a la Base Aérea de Cuatro Vientos, integrándose en la allí existente.

### La aviación civil y la Academia Básica del Aire
En 1990, la Diputación Provincial de León solicita al Ministerio de Defensa la autorización para ubicar instalaciones civiles dentro de los terrenos del aeródromo militar para así dar lugar al aeropuerto de León. Autorización que se concede en 1991.
La última promoción de la Escuela de Especialistas del Aire se incorporó a este Aeródromo el 11 de diciembre de 1989, recibiendo el 4 de junio de 1993 sus despachos de Sargentos Especialistas del Ejército del Aire. Coetáneo a esta promoción de Especialistas, y en sustitución de la antigua Escuela, se crea la Academia Básica del Aire, perdurando hasta la actualidad. En la misma se reunifican todos los Planes de Estudios de los Cuerpos Generales y Especialistas, que anteriormente se llevaban a cabo en las distintas Escuelas repartida por toda la geografía española, realizándose ahora en la A.B.A. la Formación Básica completa del citado personal y la de especialización, como en la antigua Escuela de Especialistas, relativas a las Especialidades de Mecánico de Avión y de Armero Artificiero.
En 2025, el Aeródromo Militar pasó a ostentar la categoría de Base Aérea.

## Establecimiento Disciplinario Militar Norte
En el año 2006 se creó el Establecimiento Disciplinario Militar Norte dentro del aeródromo militar. Su misión era garantizar el cumplimiento de las sanciones militares graves y muy graves así como cumplir las medidas de arresto a los sancionados (desde soldados a tenientes coroneles). El 7 de septiembre de 2018 las instalaciones y personal asociado finalizaron su misión y pasaron a depender del aeródromo militar de León.